# Світський
Світський — не релігійний, а цивільний. Означає окремішність від будь-якої релігії як інституції. Відповідно поняття «світська держава» повстало після секуляризації суспільства.
Водночас у межах християнського релігійного середовища «світськими вірними» називають тих, хто живе у світі на протилежність монахам, які живуть релігійними спільнотами. Зокрема «світське духовенство» — це одружені священники, які живуть не відокремлено від суспільства.